# Coreopsis bolanosana
Coreopsis bolanosana là một loài thực vật có hoa trong họ Cúc. Loài này được Panero & J.L.Villa mô tả khoa học đầu tiên năm 1999.